# Stendorf (Hünfeld)
Der Weiler Stendorf gehört zur hessischen Stadt Hünfeld im Landkreis Fulda. 

## Geographie
Der Ort liegt circa drei Kilometer nordöstlich von Kirchhasel. Im Norden erhebt sich der Appelsberg und im Osten der Stallberg. Am Nordrand des Ortes entspringt der Röderbach. Fünf Kilometer östlich verläuft die Landesgrenze zu Thüringen.
Die aus wenigen Höfen bestehende Siedlung gruppiert sich um die leicht gewundene Straße Im Winkel.

## Geschichte
Im Jahr 1494 wurde der Ort erstmals in Akten des Klosters Fulda als „Steingesdorf“ erwähnt. Begütert waren dort ebenfalls das Kollegiatstift Fulda und die Herren von Buchenau.
Stendorf gehörte bis 1802 zum Oberamt Haselstein des Klosters Fulda, das 1803 säkularisiert wurde.
Im Jahr 1843 wurde Stendorf in Kirchhasel eingemeindet. Auch kirchlich gehört Stendorf zu Kirchhasel.
Am 31. Dezember 1971 wurde die bis dahin selbständige Gemeinde Kirchhasel mit Stendorf in die Stadt Hünfeld eingegliedert.

## Kulturdenkmäler
- Bildstock
- Wegekreuz
- Fachwerkhaus Im Winkel 1